# George Douglas (16e comte de Morton)
Pour les articles homonymes, voir George Douglas.
George Douglas (3 avril 1761 – 17 juillet 1827) est un noble britannique.

## Biographie
Il est le seul fils de Charles Sholto Douglas 15e comte de Morton, et Katherine Hamilton. Il devient comte de Morton en 1774, âgé de treize ans, à la mort de son père. Il est envoyé au Collège d'Eton. Il fait ensuite un Grand Tour de l'Europe, comme c'est la mode et visite la plupart des cours européennes.
Il est élu Fellow de la Royal Society en février 1785. Ses proposants sont Daniel Rutherford, John Robison, et Alexander Keith. Il est vice-président de la Royal Society de 1795 à 1819, remplaçant Joseph Banks quand il n'est pas disponible.
Le comte est membre assidu de la Société Royale des Archers. Il s'intéresse à l'élevage des chevaux et est remarqué pour ses tentatives pour élever un quagga.
Il sert en tant que pair de 1784 à 1790 et en tant que Chambellan de la reine de 1792 à 1818. Il est aussi Lord Lieutenant de Fife de 1808 à 1824. Il est également Haut-Commissaire à l'Église d'Écosse.
En août 1791, il est fait baron Douglas de Loch Leven. Par la suite, il prend un siège à la Chambre des lords. 
Il est mort à la propriété familiale de Dalmahoy le 17 juillet 1827.

## Famille
Le 13 août 1814, il épouse Susan Elizabeth Buller (fille de Sir Francis Buller). Ils n'ont pas d'enfants.
Il est remplacé comme comte par son cousin, George sholto Douglas. La baronnie de Douglas de Loch Leven s'est éteinte à sa mort.